# John Tolkin
John Michael Tolkin (ur. 31 lipca 2002 w Chatham Borough) – amerykański piłkarz  występujący na pozycji lewego obrońcy, reprezentant Stanów Zjednoczonych, od 2025 roku zawodnik niemieckiego Holsteinu Kiel.